# 文菜
文菜（あやな、1988年5月24日 - ）は、日本のシンガーソングライター。神奈川県藤沢市出身。身長145cm、血液型A型。

## 人物
中学１年から作詞、作曲を始め、高校3年でギターを始める。自身のオリジナル曲を中心にソロ活動を現在まで展開している。
渋谷、秋葉原のライヴハウスを中心に自己発信を続けてきたが、楽曲「風と大地」が、2011年1月末より携帯恋愛観察ゲームTV-CMソングに起用され、文化放送のデジタル・ラジオ『超!A&G+』で集中オンエアされるなど、デビュー前から注目を集める。2011年2月11日、1stシングル「どろどろ」をリリース。
2011年9月24日上映開始、桐山漣主演映画「君へ。」の主題歌を書き下ろす。

## エピソード
- 中学時代は剣道部だった。

## ディスコグラフィー

### シングル
| 枚 | 発売日        | タイトル | 収録曲                          |
| -- | ------------- | -------- | ------------------------------- |
| 1  | 2011年2月11日 | どろどろ | 1. どろどろ 2. 京王線 3. 鉄の女 |

### 配信限定
1. 風と大地（2011年3月9日）

### アルバム
| 枚 | 発売日        | タイトル   | 規格品番 |
| 1  | 2011年12月7日 | IN THE SEA | DQC-822  |
| -- | ------------- | ---------- | -------- |

## タイアップ一覧
- 君へ。

映画「君へ。」主題歌

## 出演

### ラジオ
- 文菜の超!A&Gミュージック+プレミアム（超!A&G+、2011年3月12日）
- 文菜のYAH!（超!A&G+、2011年4月10日 - 6月27日）